# Михаило Ристић Џервинац
Михаило Ристић (Сврљиг, октобар 1854 — Бизерта, 31. јануар 1916), познат као Уча или Џервинац, био је српски официр, завереник у Мајском преврату и шеф горског штаба Источног Повардарја за време српске четничке акције у Старој Србији и Македонији. Током Мајског преврата, извршио је егзекуцију краљевског пара и наредио да се њихова тела баце са прозора у башту.

## Биографија
Рођен је у октобру 1854. године у Сврљишком срезу. По једним изворима рођен је у манастиру Светог Архангела Гаврила у Пирковцу, а по другим у селу Шљивовик код Сврљига. Завршио је учитељску школу у Београду 1880. године и постао учитељ у свом родном крају. Зато је и добио надимак „Уча”. Као резервни официр учествовао је у Српско-бугарском рату 1885. године. Резервни артиљеријски потпоручник постао је 1888. године. Неко време провео је радећи као учитељ у Нишу. У активну војну службу ступио је у Књажевцу 1892. године као поручник.

### Учешће у Мајском преврату
Михаило Ристић Џервинац, тада артиљеријски капетан, био је један од најактивнијих учесника у Мајском преврату. Због учешћа у завери напустио је службу у Књажевцу. Неколико дана пре Мајског преврата помогао је инжењерском поручнику Милутину Лазаревићу да из Ниша у Београд пренесе динамит. Путовали су возом, а динамит је био потребан за рушење дворске капије и врата ако буде било потребе. У Београду се Џервинац састао са Драгутином Димитријевићем Аписом кога је познавао још из Ниша кад је био учитељ, а Апис ученик основне школе. За време организовања завере која је за циљ имала убиство краља Александра Обреновића имао је велики утицај код млађих официра. У ноћи 29. маја/11. јуна 1903. године, то јест у Мајском преврату он је извршио егзекуцију краљевског пара, Александра и Драге Обреновић.
Кад је почео преврат краљевски пар се сакрио од завереника. У двор је доведен Лазар Петровић, краљев први ађутант, који је требало да их пронађе. Пратили су га официри завереници: Михаило Ристић, капетан Илија Радивојевић-Чича и потпоручник Велимир Вемић. Кад су их пронашли на краљевски пар први је пуцао Ристић, а за њим Радивојевић и Вемић. После првих хитаца Лаза Петровић је обухватио Ристића рукама у намери да га спречи у даљем пуцању. Ристић није могао да употреби револвер против Лазе, али га је повукао у правцу ходника. То су искористили остали завереници и у предсобљу убили краљевог ађутанта Петровића.
Михајло Ристић се онда са прозора обратио војницима на улици, а затим наредио да се убијени краљ Александар баци са прозора у башту. Исто су по његовом наређењу урадили и са краљицом Драгом. Касније, на питање које му је поставио Живан Живановић, зашто је то наредио, Михаило Ристић је одговорио:
„Ако ћете право, ни сам тачно нисам знао у оном тренутку. Али једно сам, и пре тога, имао на уму: да су тамо стајали толики војници, који су доведени и дошли по заповести својих старешина, и не знајући зашто. А у току пуцњаве и свега русваја, који је од 2 часа почео и трајао до 4 часа ујутру и војници су могли већ видети, оно што се ради. Они, који су до јутрос знали само за верност краљу, ко зна какве су мисли сад у њиховим главама претурали, гледајући све то. Уз то је лебдила стална претпоставка наша, да је од које било стране могао доћи и контранапад, па и ове што су ту поколебати. И да би за све била јасна извесност, да тога краља, заједно са краљицом, нема више, од некуд ми се сама собом наметла мисао, коју сам, у оном до врхунца дотераном узбуђењу, и извео: наредио сам да се обоје избаце кроз прозор.”.

### Учешће у четничкој акцији
Као активни капетан укључује се у четничку акцију у рангу шефа Горског штаба Источног Повардарја. Имао је команду над четама прешевског, кумановског, кратовског и кривопаланачког краја. На место шефа горског штаба дошао је половином марта после Илије Јовановића-Пчињског који је боловао од туберкулозе и морао да напусти рејон почетком године. У априлу 1906. је био шеф Горског штаба на Козјаку. Није био задовољан организацијом на терену и о томе каже: 
„Увидео сам да је наша организација и куса и на рђавој основи, стога сам и по својој увиђавности и по предлогу г. Љубинка намерен да извршим реорганизацију на бољој основи и потпуније.”.
 Као шеф се није најбоље показао, иако је на функцији био од марта 1906. до априла 1907. године. Код четника није био омиљен због другарства са Љубомиром Вуловићем, такође завереником и чланом Извршног одбора Српске одбране у Врању. Џервинац и Вуловић су касније оптуживани за проневере и изнуде као и ликвидације непослушних и сумњивих. Џервинац је отишао са терена у априлу вративши се у Србију. На месту шефа заменио га је заступник Војин Поповић-Вук. Псеудоним Михаила Ристића је био Игуман Пајсије.

### Учешће у ратовима
Михаило Ристић је учествовао и у Балканским ратовима 1912-1913. али у редовном кадру, не у четничким одредима. Борио се сада већ са чином потпуковника и у Првом светском рату. Управник убојног складишта вардарске дивизије био је 1914. и 1915. године. За време повлачења српске војске преко Албаније, крајем 1915. године, добио је задатак да поправи пут Љеш-Свети Јован. Тада је прозебао и разболео се, па је евакуисан у Африку. Преминуо је 31. јануара 1916. године у војној болници у луци Сиди Абдалах. Сахрањен је на Српском војничком гробљу у Мензел Бургиби (тадашњем Феривилу) у близини Бизерте у Тунису. Улица Михајла Џервинца у Сврљигу носи име по њему.